# Ignacio Zaragoza, Cárdenas
Ignacio Zaragoza är en ort i Mexiko.   Den ligger i kommunen Cárdenas och delstaten Tabasco, i den sydöstra delen av landet, 600 km öster om huvudstaden Mexico City. Ignacio Zaragoza ligger 11 meter över havet och antalet invånare är 415.
Terrängen runt Ignacio Zaragoza är mycket platt. Runt Ignacio Zaragoza är det ganska tätbefolkat, med 129 invånare per kvadratkilometer. Närmaste större samhälle är Pejelagartero 1ra. Sección, 12,9 km sydväst om Ignacio Zaragoza. Trakten runt Ignacio Zaragoza består till största delen av jordbruksmark.